# Сан-Николас-де-лос-Арройос
Сан-Николас-де-лос-Арройос (обычно сокращается до Сан-Николас) — город в провинции Буэнос-Айрес, Аргентина, на Западном берегу реки Парана, в 61 км (38 миль) от Росарио. В нем проживает около 133 000 человек. Это административный центр муниципалитета Сан-Николас. Его иногда называют Сьюдад-де-Мария (город Марии) из-за серии явлений Девы Марии, которые привели к возведению святилища в честь Богоматери Розария Сан-Николас, начавшегося в 1980-х годах и одобренного епископом Карделли епархии как «достойный веры» в 2016 году.

## История
Сан-Николас-де-лос-Арройос был основан 14 апреля 1748 года Рафаэлем де Агиаром. Назван в честь Святого Николая из Бари, ныне покровителя города. Близость к границе между Буэнос-Айресом и двумя другими крупными провинциями сделала город естественным местом для борьбы между федералистскими силами и унитаристами в середине XIX века. В этом городе 31 мая 1852 года было подписано соглашение между тринадцатью провинциями, которое ратифицировало федеральный пакт и потребовало созыва Конституционной ассамблеи, спонсируемой Хусто Хосе де Уркисой, и стало известно как Acuerdo de San Nicolás de los Arroyos.

## Расположение
Город расположен на северо-востоке провинции Буэнос-Айрес, в 240 км от города Буэнос-Айрес, в пределах так называемого промышленного коридора, идущего от Большого Росарио до Ла-Платы. Его границы: на Западе — Пергамино; на юге — Рамальо; на востоке — река Парана, отделяющая его от провинции Энтре-Риос; на севере-небольшая река Арройо-дель-Медио, отделяющая его от провинции Санта-Фе. Основные подъездные пути проходят по оси Север-Юг: шоссе Росарио — Буэнос-Айрес и железная дорога Нуэво-Сентрал-Аргентино. В Сан-Николас располагается порт на Паране, который играет важную роль, для обслуживания больших грузовых судов. Железнодорожная система имеет пассажирские и грузовые станции. Грузовые станции связаны с речным портом.

## Культура

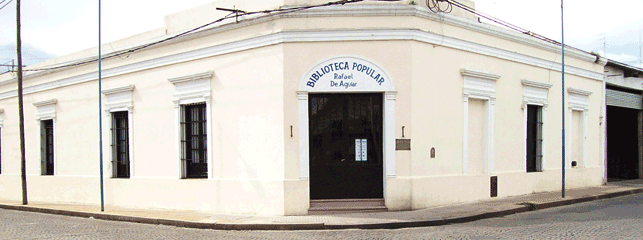
Публичная библиотека Рафаэля де Агиара

В городе насчитывается 43 детских сада, 58 школ начального образования, 28 средних школ (как государственных, так и частных), 26 школ для взрослых и большое количество высших учебных заведений. Здесь также находится региональный факультет Сан-Николас, филиал Национального технологического университета. В городе есть множество культурных учреждений, но самым важным из них, пожалуй, является муниципальный театр Рафаэля де Агиара, основанный 10 августа 1908 года и спроектированный как уменьшенная копия театра Колон в Буэнос-Айресе. Среди многочисленных библиотек города самой старой и самой большой является публичная библиотека Рафаэля де Агиара, основанная в 1947 году Хуаной Курето де Гуэлья.

## Экономика
В городе расположены металлургический комбинат Siderar итало-аргентинского конгломерата «Течинт», тепловая электростанция «Сан-Николас».

## Известные личности
- Футболист Густаво Педро Эчанис
- Министр здравоохранения Гинес Гонсалес Гарсия[2]
- Журналист и писатель-новеллист Мануэль Пейру (1902—1974)
- Революционный и партизанский лидер Энрике Горриаран Мерло (1942—2006)
- Участники фольклорной музыкальной группы Los Arroyeños[3]
- Дизайнер и разработчик приложений Андрес Баззио
- Легенда футбола Омар Сивори
- Бывшие футболисты Гектор Бейли, Лео Франко, Патрисио Эрнандес, Рубен Паньянини, Андрес Гульельминпьетро, Нельсон Вивас и Бруно Мариони